# Dominique Reighard
Dominique Reighard (Columbus, Ohio, 20 de mayo de 1984) es una modelo y cantante estadounidense, más conocida por sus apariciones en los ciclos 10 y 17 (All-Stars) de America's Next Top Model y por ser el rostro de marca de belleza multicultural, Carol's Daughter.

## America's Next Top Model

### Ciclo 10
Reighard fue la última (decimocuarta) chica seleccionada para formar parte del ciclo 10 de America's Next Top Model, en su quinto intento cuando Tyra Banks decidió abrirle un espacio adicional después de haber deseado inicialmente que solo haya trece modelos (Anya Kop fue elegida decimotercera). Reighard fue una desvalida durante la competencia e incluso tuvo un cambio de imagen que tuvo que ser rehecho. Estuvo en las dos últimas con Allison Kuehn en la segunda semana. Los jueces notaron que ella era buena en suavizar su apariencia en las fotos. Ella ganó un reto de equipo, y empató con Claire Unabia como las mejores poses. Reighard fue eliminada como la tercera finalista perdiendo ante Fatima Siad cuando el juez Nigel Barker notó que su rostro «no podía ser maquillado». Ella terminó en cuarto lugar en general.

### Ciclo 17
Dos meses después de dar a luz a su segundo hijo, Reighard fue seleccionada como finalista para la primera edición All-Stars de America's Next Top Model junto con otras trece modelos que también regresaron. Quedó en el quinto lugar de la competencia después de que fue eliminada en su única aparición en las dos último en el ciclo sobre Angelea Preston, quien se salvó por cuarta vez.
Como todas las otras concursantes en el ciclo 17, a Reighard se le dio una palabra de marca: «superviviente». Durante su tiempo en el programa, desarrolló su propio perfume llamado «Survivor» y actuó en un video musical de su canción «Tooch Ya Booty».

## Modelvilley Carol's Daughter
Reighard fue elegida e Modelville en 2008. Ella ha dicho que participó en la competencia porque quería explorar oportunidades en la ciudad de Nueva York y mudarse allí para seguir con el modelaje si ganaba. A pesar de que no ganó ninguno de los desafíos, su trabajo de investigación, comercial, presencia y su personalidad le permitió ganar a Renee Alway. Ella ganó un contrato de $50,000 dólares y se convirtió en la cara más nueva de Carol's Daughter, apareciendo en su sitio web y en anuncios.

### Trabajo impreso
Antes de aparecer en America's Next Top Model, Reighard caminó en la pasarela del Columbus Fashion Week en marzo de 2007.
Su trabajo impreso se puede ver en las revistas J'Adore, Fashion Q&A, Ebony, C Magazine y Seventeen.  También apareció en los sitios web de Essence y Sovereign Soles y en los anuncios para Carol's Daughter y Grove City Dental.